# Noordzeekrab
De noordzeekrab (Cancer pagurus) is een kreeftachtige uit de orde van de tienpotigen.

## Anatomie
De carapax kan tot 27 cm breed worden maar is meestal minder dan 15 cm breed. Van de vijf paar poten heeft het eerste paar scharen, de andere zijn harig. De kleur is roze tot bruinachtig, terwijl de uiteinden van de scharen zwart zijn. De noordzeekrab is vooral te herkennen aan de insnijdingen aan de zijkant van het rugschild.

## Voorkomen en ecologie

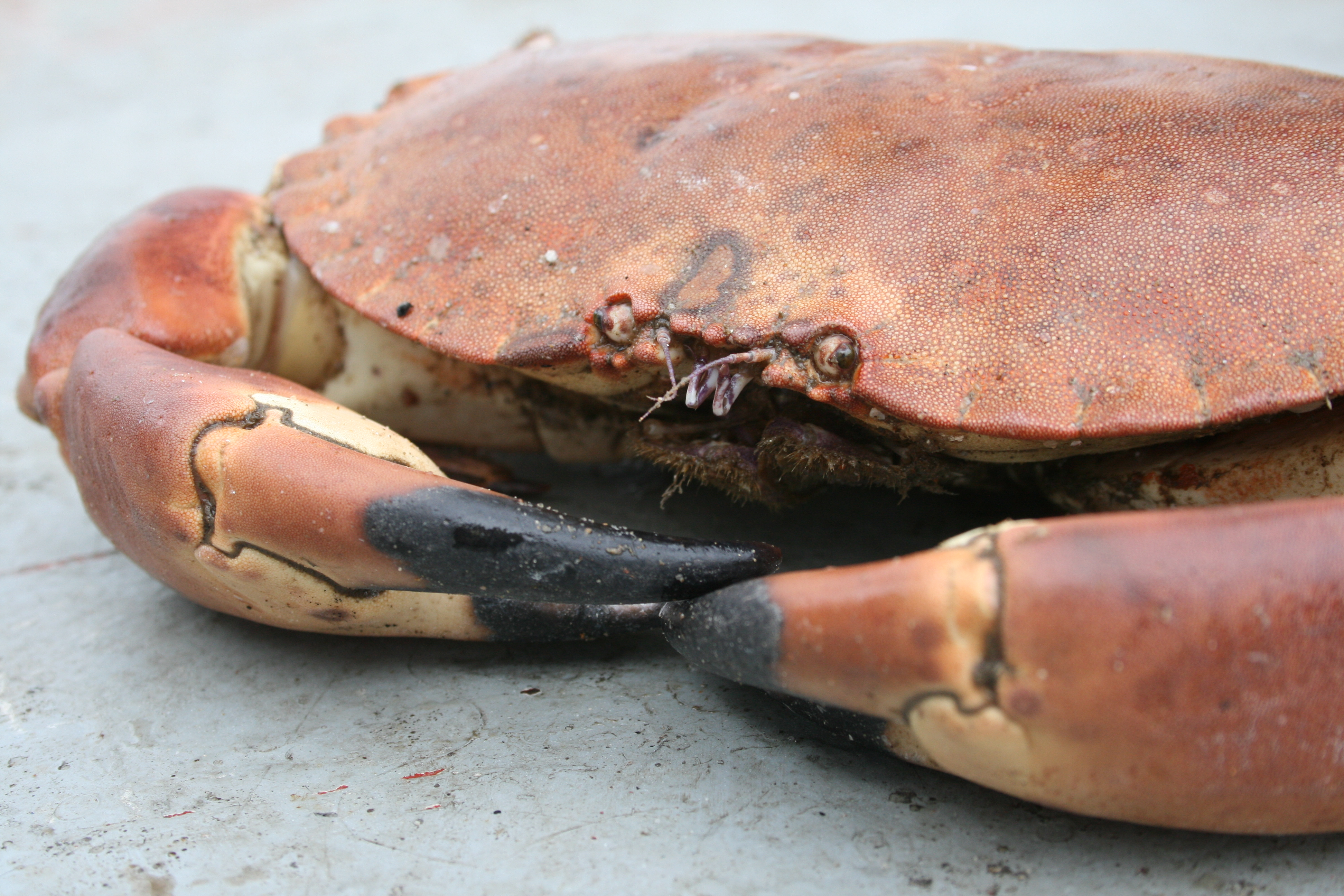

De krabben leven aan rotsige kusten tot een diepte van 100 meter. Ze komt voor in de Noordzee, de Noord-Atlantische Oceaan en in de Middellandse Zee.
De Noordzeekrab kan tot 25 cm lang worden en kan tot 4,5 kg wegen. hij eet verschillende schaaldieren, weekdieren, vissen, stekelhuidigen en kadavers.